# Klasztor franciszkanów obserwantów w Cieszynie
Klasztor franciszkanów obserwantów w Cieszynie – średniowieczny klasztor franciszkański w Cieszynie.

## Historia i lokalizacja
Klasztor ufundował w 1470 książę Przemysław II. Miasto Cieszyn wsparło tę inicjatywę finansując wykonanie złotych i srebrnych paramentów oraz ornatów. Przekazało także pieniądze na wzniesienie budynków. Ukończono je zapewne w 1476, gdy wikariusz Jakub z Głogowa przyjął konwent obserwancki w Cieszynie w skład zakonnej prowincji. Klasztor zbudowano poza murami miasta w okolicach Bramy Frysztackiej, stąd nazywano go klasztorem za Bramą Frysztacką albo dolnym, w odróżnieniu od konwentu dominikanów, który znajdował się wyżej. Przy klasztorze istniała kaplica lub kościół pw. Trójcy Świętej.
W 1542 mieszkał w nim już tylko jeden zakonnik, który przeniósł się do konwentu bytomskiego. Trzy lata później protestancki książę Wacław III Adam przekazał budynek miastu. Miano urządzić w nim szpital miejski. Do książęcej biblioteki trafił wówczas księgozbiór klasztoru.
Bracia starali się o odzyskanie klasztoru i ziem otrzymanych od fundatorów. Tereny zostały jednak rozparcelowane i sprzedane mieszczanom lub zamienione na ogrody. Część klasztornej ziemi pod koniec XVIII kupił jezuita ks. Leopold Szersznik. Urządzono na niej ogród botaniczny. W czasie prac odnaleziono 50 grobów zakonnych. Szersznik uczcił zakonników budując piramidę z materiału pochodzącego z ruin dawnego klasztoru na Frysztackim Przedmieściu. Wystawiono też stylizowaną bramę wjazdową. Pamiątki te zostały rozebrane, gdy teren ogrodu zakupiło towarzystwo strzeleckie, urządzając w 1802 strzelnicę.